# 外側頭直筋
外側頭直筋（がいそくとうちょくきん、英語: rectus capitis lateralis muscle）は頚部の筋肉のうち、軸椎と後頭骨の間を短く繋いでいる小さな筋肉である。両側が機能すると頭部の起立と外側へ曲げる作用を持つ。
外側頭直筋の起始は、軸椎の横突起から起こり、後頭骨頚静脈突起に停止する。